# Sachsenhausen (Turingia)
Sachsenhausen este o comună din landul Turingia, Germania. Între 1878 și 1945 aici s-a aflat un nod de cale ferată.
1. ↑  Alle politisch selbständigen Gemeinden mit ausgewählten Merkmalen am 31.12.2018 (4. Quartal) (în germană), Statistisches Bundesamt[*], arhivat din original la 10 martie 2019, accesat în 10 martie 2019